# Čepica
Čepica je mehko pokrivalo brez krajcev. Športne in vojaške čepice imajo praviloma ščitnik. 
Izdelane so iz blaga, volne (pletene), usnja ali kožuhovine. Nosi se za zaščito pred mrazom, vetrom ali iz religioznih, modnih, socialnih in poklicnih razlogov.
Poleg ščitnika ima lahko zaščito za tilnik in ščitnike za ušesa.